# تومي ترولسن
تومي ترولسن (بالدنماركية: Tommy Troelsen)‏ هو معلق رياضي ولاعب كرة قدم دنماركي في مركز الهجوم، ولد في 10 يوليو 1940 في Nykøbing Mors ‏ في الدنمارك، وتوفي في 9 مارس 2021. شارك مع منتخب الدنمارك تحت 19 سنة لكرة القدم ومنتخب الدنمارك تحت 21 سنة لكرة القدم ومنتخب الدنمارك لكرة القدم. أما مع النوادي، فقد لعب مع نادي فايله.

## وصلات خارجية
- تومي ترولسن على موقع قاعدة بيانات كرة القدم.إي يو (الإنجليزية)
- تومي ترولسن على موقع ناشيونال فوتبول تيمز (الإنجليزية)
- تومي ترولسن على موقع عالم كرة القدم.نت (الإنجليزية)
- تومي ترولسن على موقع أوليمبيديا (الإنجليزية)